# Satrup
Satrup er en landsby beliggende cirka 15 kilometer sydøst for Flensborg i landskabet Angel i Sydslesvig. Administrativt hører landsbyen under Midtangel Kommune i Slesvig-Flensborg kreds i den tyske delstat Slesvig-Holsten. Satrup var en selvstændig kommune indtil marts 2013, hvor den dannede sammen med Havetoftløjt og Ryde den nye kommune Midtangel. Allerede i 1970 kom landsbyerne Esmark, Obdrup und Rebbjerg under Satrup.
Satrup er sogneby i Satrup Sogn. Sognet lå i Satrup Herred, mindre dele også i Mårkær Herred, da Slesvig var dansk indtil 1864. Sognet hørte frem til 1657 under Strukstrup Herred. Den største del af sognet kom i senmiddelalderen under Slesvig domkapitel (Gammelbygaard-komplekset), efter reformationen under godset Satrupholm. Den største del af sognet samledes 1771 under det nyskabte Satrup Herred (undtagen enkelte gårde og huse i Obdrup, Esmark og Ryde). Satrups senromanske munkestenkirke er fra 1200-tallet. Kirken er viet Skt. Laurentius. I kirkens indre findes et romansk rytterbillede fra slutningen af 1100-tallet. Billedet er indmuret i tårnet ved kirkens nordside og viser en ridder på en lille hest i fuld galop. Billedkvaderen er opført i grovkornet granit. Dens dimensioner er 48 cm i højden, 66 cm i bredden og 28 cm i dybden.
Satrup er første gang nævnt 1407. Stednavnet kan henføres til oldnordisk sā (at så) eller til personnavnet Soti, som står i forbindelse med sod.
Omegnen er præget af flere skovstrækninger. Der kan (bl.a.) nævnes Rebbjergskov, Satrup-Kirkeskov, Nakskov el. Nakholt, Kollerup Skov, Obdrup Skov, Obdrup Skovkobbel, Hareskov, Jeslund el. Jeslundkobbel, Skovkobbel, Degneng, Nørreskov og Ryde Skov. Dertil kom det 65 ha store moseområde Satrup Mose øst for byen.
Godset Satrupholm er fra 1100-tallet. Det var en kirkelig og senere en kongelig domæne indtil det afhændedes i 1770 til bønderne. Til Satrupholm hørte tre mejerigårde og fem landsbyer omkring Satrup.
Den danske jurist Henning Matzen (1840-1910) kom fra lidt syd for Satrup beliggende Rebbjergskov.

## Kendte
- Holger Rørdam (14. juni 1830 i Låstrup - 12. maj 1913) virkede som præst i Satrup, far til lægen Holger Rørdam
- Holger Rørdam (23. december 1863 i Satrup - 10. maj 1941 i København), dansk læge
- Hans Redlefsen (23. november 1841 i Vyk på Før - 1. juli 1915 i Satrup), dansk-tysk købmand